# Yuya Mitsunaga
Yuya Mitsunaga (光永 祐也 Mitsunaga Yūya?, nacido el 29 de noviembre de 1995 en Fukuoka) es un futbolista japonés que se desempeña como defensa.

## Trayectoria

### Clubes
| Club               | País  | Año   |
| ------------------ | ----- | ----- |
| Avispa Fukuoka     | Japón | 2014  |
| J. League sub-22   | Japón | 2014  |
| AC Nagano Parceiro | Japón | 2015  |
| Azul Claro Numazu  | Japón | 2016  |
| Roasso Kumamoto    | Japón | 2017  |
| Fujieda MYFC       | Japón | 2018- |

## Estadística de carrera

### J. League
| Club               | Año   | J. League | J. League | Copa J. League | Copa J. League | Total | Total |
| Club               | Año   | Part.     | Goles     | Part.          | Goles          | Part. | Goles |
| ------------------ | ----- | --------- | --------- | -------------- | -------------- | ----- | ----- |
| Avispa Fukuoka     | 2014  | 4         | 0         | -              | -              | 4     | 0     |
| J. League sub-22   | 2014  | 6         | 0         | -              | -              | 6     | 0     |
| AC Nagano Parceiro | 2015  | 2         | 0         | -              | -              | 2     | 0     |
| Roasso Kumamoto    | 2017  | 16        | 0         | -              | -              | 16    | 0     |
| Total              | Total | 28        | 0         | 0              | 0              | 28    | 0     |